# Querit
Querit és el nom d'un wadi, o d'un torrent estacional intermitent esmentat a la Bíblia hebrea. Hi discorria un riu on es va amagar el profeta Elies, que va poder subsistir bevent-ne l'aigua i alimentant-se gràcies a uns corbs que li portaven menjar. Aquest relat apareix al Primer Llibre dels Reis, 17:2-6.